# Цао Лэй
Цао Лэй (кит. 曹磊, род. 24 декабря 1983 года, Хэбэй) — китайская тяжелоатлетка, член национальной сборной Китая. На Олимпийских играх 2008 года стала чемпионкой в тяжёлой весовой категории (до 75 кг), но после проваленной допинг пробы была лишена медали. Является двукратной чемпионкой мира 2006 и 2007 годов. Выступает в весовой категории до 75 кг.